# Přípona (mluvnice)
Pojmem přípona se v lingvistice označuje jednotlivý afix, který se nachází ve slově, za kořenem slova, nejde-li o další kořen slova nebo o koncovku. Jde o synonymum k termínu derivativní sufix. Koncovkou se pak nazývá zejména ta část na konci slova, která se přidává nebo ubírá v jednotlivých tvarech při ohýbání (skloňování nebo časování) slova (flektivní sufix). 
Pomocí přípony lze odvozovat slova, například měnit slovní druh. Volbou přípony lze v češtině jemně odstínit význam slova, např. rozlišit slova dřevní, dřevitý, dřevnatý, dřevěný, dřevný, slovesný vid, zdrobňovat a podobně. 
Přípon, podobně jako předpon, může být v jednom slově i více za sebou. Příklady lze hledat mezi nejdelšími českými slovy: nejneobhospodařovávatelnějšími, nejnevykrystalizovávatelnějšími či nejnerestrukturalizovávatelnějšími. Přípona -ovat vyjadřuje činnost odvozením slovesa z podstatného jména, -ovávat systematickou, opakovanou činnost, -tel- označuje způsobilost objektu strpět činnost, -ější je přípona druhého stupně přídavného jména. 
Přirozené jazykové koncovky přídavných jmen využil Vojtěch Šafařík v jedinečném českém umělém názvoslovném systému oxidů.